# Elecciones provinciales del Chaco de 2015
Las elecciones generales de la provincia del Chaco de 2015 tuvieron lugar el domingo 20 de septiembre del mencionado año con el objetivo de renovar los cargos de Gobernador y Vicegobernador, y 16 de los 32 escaños de la Legislatura Provincial, componiendo los poderes ejecutivo y legislativo de la provincia para el período 2015-2019. Asimismo, fueron renovadas también las intendencias y Concejos Deliberantes de la mayoría de los municipios. Fueron los novenos comicios provinciales chaqueños desde la restauración de la democracia, así como los decimocuartos desde la provincialización del territorio en 1953.
Para estas elecciones se empleó por primera vez para la instancia provincial chaqueña el sistema de elecciones Primarias, Abiertas, Simultáneas y Obligatorias (PASO), en las cuales los precandidatos tendrían que superar un piso del 0.75% de los votos válidos para acceder a las elecciones generales. Simultáneamente, las listas presentadas podrían competir en una interna abierta, en la cual el precandidato más votado sería el candidato final en las elecciones generales, siempre que su lista superase el piso requerido. Las PASO tuvieron lugar en Chaco el domingo 24 de mayo. El oficialista Frente Chaco Merece Más (FCMM), seccional del gobernante Frente para la Victoria a nivel nacional, fue el único que realizó una interna. De los cinco frentes que presentaron precandidaturas, tres accedieron a las elecciones generales: el Frente Chaco Merece Más, la alianza Vamos Chaco, y el Partido del Obrero (PO).
Domingo Peppo, intendente de Villa Ángela por el Partido Justicialista (PJ) y candidato del Frente Chaco Merece Más, obtuvo un triunfo holgado con el 55.45% de los votos válidamente emitidos contra el 42.29% que obtuvo Aída Ayala, intendenta de la ciudad de Resistencia de la Unión Cívica Radical (UCR) y candidata de la alianza Vamos Chaco. En último lugar quedó Aldo García, del Partido Obrero (PO), apoyado por el Frente de Izquierda y de los Trabajadores, con el 2.26% restante. Con respecto al plano legislativo, el oficialismo obtuvo 9 de los 16 escaños en disputa contra 7 de la alianza Vamos Juntos, mientras que el PO no consiguió escaños. En el plano municipal, el justicialismo logró recuperar la intendencia de Resistencia, la capital provincial, de manos del radicalismo, con el gobernador saliente Jorge Capitanich como candidato. La participación fue del 78.57% del electorado registrado. Los cargos electos asumieron el 10 de diciembre de 2015.

## Resultados

### Primarias
|  | 94.21 % |

|  | 55.19 % |

|  | 2.77 % |

|  | 1.59 % |

|  | 0.73 % |

|  | 34.43 % |

|  | 1.78 % |

|  | 0.61 % |

|  | 0.26 % |

|  | 91.55 % |

|  | 7.66 % |

|  | 99.22 % |

|  | 0.78 % |

|  | 100.00 % |

|  | 74.85 % |

### Gobernador y Vicegobernador
|  | 55.45 % |

|  | 42.29 % |

|  | 2.26 % |

|  | 95.64 % |

|  | 4.01 % |

|  | 0.35 % |

|  | 100.00 % |

|  | 78.57 % |

### Cámara de Diputados
|  | 54.29 % |

|  | 40.89 % |

|  | 3.41 % |

|  | 1.41 % |

|  | 95.44 % |

|  | 4.22 % |

|  | 0.34 % |

|  | 100.00 % |

|  | 78.57 % |